# IC 589
IC 589 је спирална галаксија у сазвјежђу Секстант која се налази на листи објеката дубоког неба у Индекс каталогу.
Деклинација објекта је - 5° 40' 42" а ректасцензија 10h 4m 23,8s. Привидна величина (магнитуда) објекта IC 589 износи 14,5 а фотографска магнитуда 15,3. IC 589 је још познат и под ознакама NPM1G -05.0350, PGC 154597.